# Ключи счастья (фильм, 1913)
«Ключи счастья» — российский двухсерийный художественный немой фильм режиссёров Владимира Гардина и Якова Протазанова. Вышел на экраны 7 и 28 октября 1913 года. Фильм не сохранился.
Фильм имел огромный коммерческий успех и побил все рекорды посещаемости.

## История создания
Фильм снимался под  Киевом, в дачном местечке Сырец. Вторая серия снималась в Италии (Венеции). Бюджет фильма был рекордным для того времени. 
Для сохранения психологического рисунка образов режиссёр Владимир Гардин впервые разработал документ, в котором были отмечены детали актёрского поведения перед камерой, указан расход времени и плёнки на каждую сцену. Роль другого режиссёра, Якова Протазанова, сводилась к творческой опеке и консультированию Гардина, снимавшего свой первый кинофильм.

Яков Протазанов на съёмочной площадке был сдержан и молчалив, в действия дебютанта не вмешивался, лишь иногда тихонько отводил его в сторону и тактично советовал: «Сейчас солнце высоко, а через три часа, когда солнце сядет, эта сцена будет выглядеть лучше». В тех сценах, где Гардин был занят как актёр, Протазанов руководил съёмкой.

Выход фильма был связан с проблемами. В Государственной думе требовали запрещения фильма. В ряде городов его сняли с экрана, на просмотры не допускалась учащаяся молодёжь. Киновед Владимир Михайлов указывал: «С точки зрения нашего современника … в фильме Гардина не было ничего предосудительного, в те же далёкие времена лидер Союза Михаила Архангела В. Пуришкевич потребовал немедленного запрещения картины».

## Сюжет
Фильм является экранизацией популярного в то время романа А. Вербицкой «Ключи счастья», где открыто подана тема безграничной свободы творческой личности и сексуальной свободы женщины.
Одарённая красотой и талантом танцовщицы Маня (Мария) Ельцова тянется к «рыцарю духа» Яну. Ян объясняет Мане основы свободы личности и свободной любви. Однажды он бросается на помощь тонущим детям и погибает. Маня скорбит и сохраняет память о нём.
В дальнейшем Маня любит ещё двух мужчин — миллионера барона Штейнбаха и бедного дворянина Нелидова. В барона также влюблена подруга Мани Соня Горленко. Нелидов ревнует Маню к барону. Побочной темой сюжета является сумасшествие матери Мани и дяди барона Штейнбаха.
Однажды после упрёков в измене Нелидов с силой отталкивает Маню и уходит. Маня пытается отравиться из-за поведения Нелидова, но Соня успевает вызвать докторов.
Вторая серия начинается с надписи: «Попытка к отравлению и пережитое горе подорвали душевные силы Мани. Ей нужны были два лекарства: климат юга и новые впечатления. Штейнбах предлагает ей поездку в Венецию. Маня согласна». Они гуляют по Венеции. В Италии Маня влюбляется в поэта Гаральда.
Затем Маня «учится танцам в Париже и в конце концов становится знаменитой балериной». Барон просит Маню стать его женой. Она в принципе согласна, но предлагает немного подождать.

## В ролях
- Ольга Преображенская — Маня Ельцова
- Владимир Максимов — барон Штейнбах
- М. Троянов — Нелидов
- Койранский — Ян
- Александр Волков — поэт Гаральд
- Владимир Шатерников — дядя Штейнбаха
- Жасмен — Соня Горленко
- Евгения Уварова — мать Мани
- Владимир Гардин — Свирский, дядя С. Горленко
- Токарский — брат Мани

## Съёмочная группа
- Режиссёры: Владимир Гардин и Яков Протазанов
- Операторы: Жорж Мейер, Александр Левицкий и Джованни Витротти
- Художник: Чеслав Сабинский
- Продюсер: Пауль Тиман

## Критика
Пресса в 1913 году (например, «Актёр», 1913, № 5, с. 14) отмечала, что «постановка прекрасна, исполнение не оставляет желать лучшего», но, с другой стороны, «кинематограф является в печальной роли рассадника дурного вкуса». В журнале «Сине-фоно» (1913, № 13) фильм был оценён как «несомненная и большая победа на кинематографической арене». В другой рецензии критик из журнала «Сине-фоно» (1913, № 27) предчувствовал важность фильма для русской кинематографии: «Появление „Ключей счастья“ будущий историк кинематографии когда-нибудь будет рассматривать как переход в новую эру русской кинематографии как таковой». Особенно высоко оценивалась операторская работа: «Пальму первенства надо отдать безусловно фотографам-операторам. Они показали настоящее чудо. Они показали, что можно дать в ленте настоящий шедевр фотографического искусства».
Историк кино Б. С. Лихачёв писал, что картина имела «совершенно феерический успех». Киновед Вениамин Вишневский оценил «Ключи счастья» как «один из крупнейших фильмов 1913 года». Киновед Георгий Журов, отмечая банальный сюжет салонно-будуарной драмы, видел значение картины в том, что она стала новым шагом в развитии режиссёрского и операторского мастерства.
Кинокритик Ромил Соболев назвал фильм «несколько двойственным и странным». Он написал: «Тема, сюжет, система образов этого произведения, в полную меру отражавшего дух „позорного десятилетия“, не могли не вызывать протест. В то же время режиссура, актёрская работа, изобразительная сторона фильма превосходили всё, до тех пор виденное русским кинозрителем, — вспомним, что лучшие фильмы Протазанова и живописные постановки Бауэра относятся к более позднему времени». Он также отметил, что «по метражу „Ключи счастья“ — около 5000 м — были необычной картиной, открывавшей новую страницу в русском кино».
Киновед Ирина Гращенкова писала: «Критики, весьма доброжелательно встретившие фильм, сравнивали его с литературным первоисточником и нередко не в пользу последнего. Писали, что экран скрыл слабости романа (многословие, бедность языка, стереотипность описаний, игру модными терминами и именами) и подчеркнул его сильные стороны (увлекательная интрига, психологическая убедительность характеров, особенно женских)».
Специалист по истории русского кино Наталья Нусинова оценила значение фильма так: «дебютант Гардин и традиционалист Протазанов вывели русское кино на новые рубежи: большой метраж и экранизация многотомного романа со сложным сюжетом, сериальность, положившая затем начало „Русской Золотой серии“ П. Тимана и Ф. Рейнгардта, освоение крупного плана, пересмотр концепции актёрской игры и введение понятия „натурщик“ в кино». По её мнению, эта «экранизации сомнительного во вкусовом отношении бестселлера» стала «несомненным этапом в развитии авторского кино».